# Aultman-Taylor
Aultman-Taylor war ein Hersteller von Traktoren, der Anfang des 20. Jahrhunderts in Mansfield im US-Bundesstaat Ohio ansässig war. Gegründet wurde die Firma im Jahr 1890. Zunächst auf die Herstellung von Motoren und Mähdreschern spezialisiert, stellte Aultman-Taylor ab etwa 1910 vorwiegend Traktoren her.

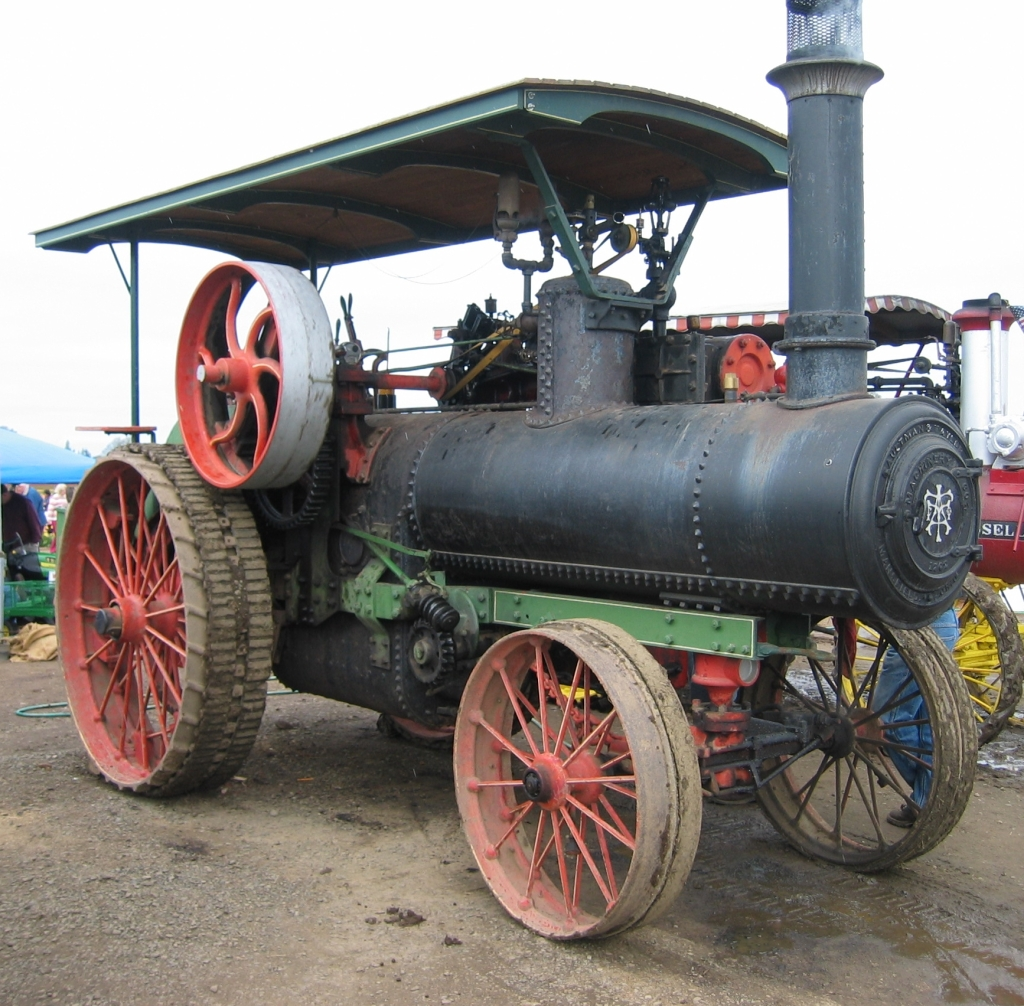
Aultman-Taylor Dampflokomobil

Am weitesten verbreitet (und auch heute noch vielfach in den USA anzutreffen) war das Modell 30–60 (ab circa 1912). Weitere Modelle trugen die Bezeichnungen 15–30 und 22–45.
Bis in die 1920er und 1930er Jahre hinein waren solche Gespanne (in Verbindung mit Mähdreschern – zum Beispiel der Firma Holt) das Nonplusultra beim Weizenanbau im Westen der USA. Denn auch zum Pflügen war der Aultman-Taylor ideal. Acht 14 Zoll (35 cm) Pflugscharen zog der Schlepper auf der Ebene, immerhin noch sechs Stück davon in zehn Prozent Steigung.
Wie in Deutschland auch, ging es allerdings während der Weltkriege und der Weltwirtschaftskrise mit den Traditionsmarken bergab. Aultman-Taylor wurde 1923 an die 1853 vom aus Baden ausgewanderten Mainrad Rumely gegründete Firma Advance-Rumely verkauft. Diese wurde 1931 wiederum von Allis-Chalmers übernommen. 1985 kam das Ganze dann wieder in Deutsche Hände – nämlich die von Deutz und firmierte dann unter dem Namen Deutz-Allis. Allerdings nur für kurze Zeit, denn schon 1990 wurde Deutz-Allis von AGCO (Hersteller von Weltmarken wie Fendt und Massey Ferguson) übernommen.